# Ga Quảng Ngãi
Ga Quảng Ngãi là một ga tàu hỏa tại phường Nghĩa Lộ, tỉnh Quảng Ngãi. Nhà ga là một điểm của tuyến đường sắt Bắc Nam và nối Ga Đại Lộc với Ga Hòa Vinh Tây. Lý trình 927+930.

## Các tuyến
- Đường sắt Bắc Nam